# La jaula de oro (chanson)

La Jaula de oro (La Cage dorée) est un corrido de 1983 de Enrique Franco, interprété par Los Tigres del Norte dans leur album Jaula de Oro. La chanson traite de l'immigration aux États-Unis.
Elle a inspiré le film de 1987, La jaula de oro.